# Temurxo'ja Abduxoliqov
Temurxo'ja Abduxoliqov (Tashkent, 25 settembre 1991) è un calciatore uzbeko, attaccante del Bunyodkor.

## Carriera

### Club
Ha giocato nella massima serie uzbeka, in quella croata, in quella qatariota ed in quella emiratina.

### Nazionale
Ha giocato nella nazionale uzbeka Under-23.
Nel 2012 ha esordito in nazionale maggiore.

## Statistiche

### Cronologia presenze e reti in nazionale
| Cronologia completa delle presenze e delle reti in nazionale ― Uzbekistan | Cronologia completa delle presenze e delle reti in nazionale ― Uzbekistan | Cronologia completa delle presenze e delle reti in nazionale ― Uzbekistan | Cronologia completa delle presenze e delle reti in nazionale ― Uzbekistan | Cronologia completa delle presenze e delle reti in nazionale ― Uzbekistan | Cronologia completa delle presenze e delle reti in nazionale ― Uzbekistan | Cronologia completa delle presenze e delle reti in nazionale ― Uzbekistan | Cronologia completa delle presenze e delle reti in nazionale ― Uzbekistan |
| Data                                                                      | Città                                                                     | In casa                                                                   | Risultato                                                                 | Ospiti                                                                    | Competizione                                                              | Reti                                                                      | Note                                                                      |
| ------------------------------------------------------------------------- | ------------------------------------------------------------------------- | ------------------------------------------------------------------------- | ------------------------------------------------------------------------- | ------------------------------------------------------------------------- | ------------------------------------------------------------------------- | ------------------------------------------------------------------------- | ------------------------------------------------------------------------- |
| 29-1-2012                                                                 | Dubai                                                                     | Emirati Arabi Uniti                                                       | 1 – 0                                                                     | Uzbekistan                                                                | Amichevole                                                                | -                                                                         | 63’                                                                       |
| 23-3-2017                                                                 | Malacca                                                                   | Siria                                                                     | 1 – 0                                                                     | Uzbekistan                                                                | Qual. Mondiali 2018                                                       | -                                                                         | 64’                                                                       |
| 28-3-2017                                                                 | Tashkent                                                                  | Uzbekistan                                                                | 1 – 0                                                                     | Qatar                                                                     | Qual. Mondiali 2018                                                       | -                                                                         | 87’                                                                       |
| 6-6-2017                                                                  | Tashkent                                                                  | Uzbekistan                                                                | 2 – 0                                                                     | Thailandia                                                                | Amichevole                                                                | 1                                                                         | 62’                                                                       |
| 12-6-2017                                                                 | Teheran                                                                   | Iran                                                                      | 2 – 0                                                                     | Uzbekistan                                                                | Qual. Mondiali 2018                                                       | -                                                                         | 65’                                                                       |
| 27-3-2018                                                                 | Casablanca                                                                | Marocco                                                                   | 2 – 0                                                                     | Uzbekistan                                                                | Amichevole                                                                | -                                                                         | 68’                                                                       |
| 6-9-2018                                                                  | Tashkent                                                                  | Uzbekistan                                                                | 1 – 1                                                                     | Siria                                                                     | Amichevole                                                                | -                                                                         | 67’                                                                       |
| 11-9-2018                                                                 | Tashkent                                                                  | Uzbekistan                                                                | 0 – 1                                                                     | Iran                                                                      | Amichevole                                                                | -                                                                         | 46’                                                                       |
| 25-3-2019                                                                 | Nanning                                                                   | Cina                                                                      | 0 – 1                                                                     | Uzbekistan                                                                | Amichevole                                                                | -                                                                         | 72’                                                                       |
| 2-6-2019                                                                  | Alanya                                                                    | Turchia                                                                   | 2 – 0                                                                     | Uzbekistan                                                                | Amichevole                                                                | -                                                                         | 71’                                                                       |
| 7-6-2019                                                                  | Tashkent                                                                  | Uzbekistan                                                                | 4 – 0                                                                     | Corea del Nord                                                            | Amichevole                                                                | 1                                                                         | 66’                                                                       |
| 5-9-2019                                                                  | Al-Ram                                                                    | Palestina                                                                 | 2 – 0                                                                     | Uzbekistan                                                                | Qual. Mondiali 2022                                                       | -                                                                         | 83’                                                                       |
| 19-11-2019                                                                | Tashkent                                                                  | Uzbekistan                                                                | 2 – 0                                                                     | Palestina                                                                 | Qual. Mondiali 2022                                                       | -                                                                         | 78’                                                                       |
| 12-11-2020                                                                | Sharja                                                                    | Siria                                                                     | 1 – 0                                                                     | Uzbekistan                                                                | Amichevole                                                                | -                                                                         | 76’                                                                       |
| 17-11-2020                                                                | Dubai                                                                     | Uzbekistan                                                                | 1 – 2                                                                     | Iraq                                                                      | Amichevole                                                                | -                                                                         | Cap. 84’                                                                  |
| 15-2-2021                                                                 | Dubai                                                                     | Giordania                                                                 | 0 – 2                                                                     | Uzbekistan                                                                | Amichevole                                                                | 1                                                                         |                                                                           |
| 7-6-2021                                                                  | Riyad                                                                     | Uzbekistan                                                                | 5 – 0                                                                     | Singapore                                                                 | Qual. Mondiali 2022                                                       | -                                                                         | 60’                                                                       |
| Totale                                                                    |                                                                           | Presenze                                                                  | 18                                                                        |                                                                           | Reti                                                                      | 3                                                                         |                                                                           |

## Palmarès

### Club
- Campionato uzbeko: 3

Paxtakor: 2012
Lokomotiv Tashkent: 2016, 2018
- Coppa dell'Uzbekistan: 1

Lokomotiv Tashkent: 2019

### Individuale
- Capocannoniere del campionato uzbeko: 1

2016 (22 gol)